# Tritneptis flavipes
Tritneptis flavipes är en stekelart som först beskrevs av Karl-Johan Hedqvist 1978.  Tritneptis flavipes ingår i släktet Tritneptis och familjen puppglanssteklar. Arten är reproducerande i Sverige. Inga underarter finns listade i Catalogue of Life.